# Draa Kebila
Draa Kebila là một đô thị thuộc tỉnh Sétif, Algérie. Dân số thời điểm năm 2002 là 15.748 người.